# Liste du patrimoine culturel immatériel de l'humanité au Bhoutan
Cet article recense les pratiques inscrites au patrimoine culturel immatériel au Bhoutan.

## Statistiques
Le Bangladesh ratifie la convention pour la sauvegarde du patrimoine culturel immatériel le 12 octobre 2005. La première pratique protégée est inscrite en 2008.
En 2016, le Bhoutan compte 1 élément inscrit au patrimoine culturel immatériel, sur la liste représentative.

## Listes

### Liste représentative
L'élément suivant est inscrit sur la liste représentative du patrimoine culturel immatériel de l'humanité :
| Élément                                       | Type                                                                | Subdivision   | Année | Lien  | Notes | Illus. |
| --------------------------------------------- | ------------------------------------------------------------------- | ------------- | ----- | ----- | ----- | ------ |
| La Danse des masques des tambours de Drametse | arts du spectacle pratiques sociales, rituels et événements festifs | Drametse (en) | 2008  | 00161 |       |        |

### Patrimoine immatériel nécessitant une sauvegarde urgente
Le Bhoutan ne compte aucun élément listé sur la liste du patrimoine immatériel nécessitant une sauvegarde urgente.

### Registre des meilleures pratiques de sauvegarde
Le Bhoutan ne compte aucune pratique listée au registre des meilleures pratiques de sauvegarde.